# Color Humano (álbum)
Color Humano es el disco debut de la banda de rock argentina Color Humano, editado en 1972 por el sello Microfón.

## Detalles
Este LP fue grabado en los estudio Phonalex de Buenos Aires. 
Todos los temas fueron compuestos por Edelmiro Molinari, quien además produjo el disco.
Es el único álbum de la banda con David Lebón en batería, que se iría a tocar el bajo con Pescado Rabioso.

## Lista de temas
1. Padre sol, madre sal
2. Silbame, oh cabeza
3. Larga vida al sol
4. El hachazo
5. Humberto
6. Introducción polenta

## Créditos
- Edelmiro Molinari - voz, guitarras y piano en "Introducción polenta".
- Rinaldo Rafanelli - bajo, coros y órgano en "Introducción polenta".
- David Lebón - batería en "Larga vida al sol" ,    "Humberto", e "Introducción polenta", segunda voz.

Invitados: 
- Rodolfo García - batería y coros en "Silbame, oh cabeza!!!".
- Gabriela - voz y coros en "Padre sol, madre sal".

- Datos: Q5777961